# Región de las Montañas Azules

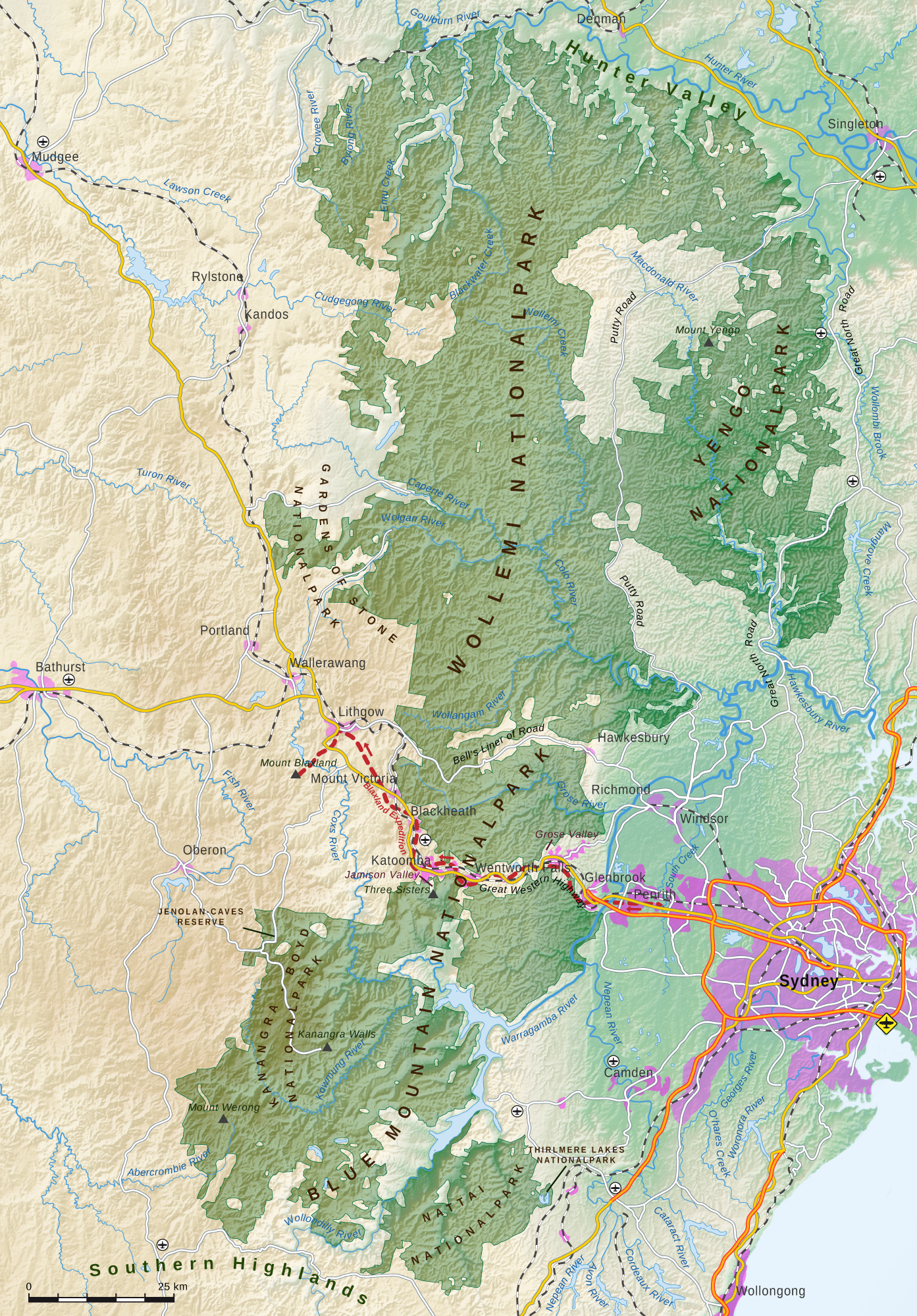
Mapa del sitio

La Región de las Montañas Azules o de la Sierra Azul o Área de las Grandes Montañas Azules (Greater Blue Mountains Area) es un bien natural declarado Patrimonio de la Humanidad en las Montañas Azules de Nueva Gales del Sur, Australia. Fue inscrita en la lista de Patrimonio de la Humanidad en la 24.ª sesión del Comité de Patrimonio Mundial, celebrada en Cairns del 27 de noviembre al 2 de diciembre de 2000.

## Descripción
El área es una de las mesetas accidentadas, acantilados escarpados, valles inaccesibles y ríos y lagos rebosantes de vida. Las únicas plantas y animales que viven en este lugar relatan una historia extraordinaria de la antigüedad de Australia, su diversidad de vida. Esta es la historia de la vegetación de eucaliptos particular de Australia y sus comunidades asociadas, plantas y animales.
La Región de las Montañas Azules consiste en 10.300 km² de paisaje forestal en su mayoría en una meseta de arenisca de 60 a 180 km tierra adentro desde el centro de Sídney. El área incluye extensiones vastas de vida silvestre y es equivalente a un tercio de Bélgica, o dos veces el tamaño de Brunéi.
El área llamada Montañas Azules está basada en el hecho de que cuando la temperatura atmosférica se eleva, la grasa de Eucalyptus globulus se evapora y se dispersa en el aire, entonces un espectro de azul visible de luz solar se propaga más que otros colores. Por lo tanto el panorama reflejado desde las montañas parece azuloso al ojo del humano.
La Región, la cual incluye seis áreas protegidas en dos bloques separados por un corredor de desarrollo urbano y de transporte, está compuesta de siete parques nacionales notables así como las famosas así como las famosa Reserva de Conservación Cárstica Cuevas Jenolan. Estas son el parque nacional Montañas Azules, parque nacional Wollemi, parque nacional Yengo, parque nacional Nattai, parque nacional Kanangra-Boyd, parque nacional Jardines de Piedra y parque nacional Lagos Thirlmere.
El área no contiene montañas en el sentido convencional pero se describe como una meseta de arenisca profundamente cortada elevándose desde menos de 100 metros sobre el nivel del mar hasta los 1300 metros en su más alto punto. Existen afloramientos de basalto en las más altas cordilleras. Se piensa que esta meseta habilitó la supervivencia de la rica diversidad de vida vegetal y animal al proveer un refugio de los cambios climáticos durante la reciente historia geológica. Es particularmente notable por su amplia y balanceada representación de hábitats de eucaliptos desde los bosques húmedos y esclerófilos, mallees de tipo brezal, así también como pantanos, humedales y herbazales localizados. Noventa y una especies de eucaliptos (treinta por ciento del total global) crecen en la Región de las Montañas Azules. Veinte de éstas se cree que habitan solamente en la región de arenisca de Sídney.
La Región ha sido descrita como un laboratorio natural para estudiar la evolución de los eucaliptos. La más grande área para la alta diversidad de eucaliptos en el continente está ubicada en el sureste de Australia. La Región de las Montañas Azules incluye gran parte de ésta diversidad de eucaliptos.
Así también como proveer tal proporción significativa de las especies de eucaliptos del mundo, la región proporciona ejemplos del rango de adaptaciones estructurales de los eucaliptos a los medio ambientes de Australia. Estos varían de los altas formaciones vegetales en los márgenes de los bosques lluviosos en los profundos valles, pasando por los bosques abiertos y densos, hasta los matorrales de mallees atrofiados en las mesetas expuestas.
Además de los notables eucaliptos, la Región de las Montañas Azules contienen especies antiguas, especies reliquias de significado global. Las más famosa de estas es el recientemente descubierto pino wollemi, un "fósil viviente" que data de la era de los dinosaurios. Se creía extinto por millones de años, los pocos árboles sobrevivientes se conocen solo de tres poblaciones pequeñas ubicadas en gargantas remotas e inaccesibles dentro de la región. El pino wollemi es una de las especies más raras del mundo.
Más de 400 diferentes clases de animales viven dentro de gargantas escarpadas y mesetas de las mesetas de la Región de la Sierra Azul. Estas incluyen especies amenazadas o raras de importancia de preservación, tales como el tigre cuol, el koala,  petauro de vientre amarillo y el potoroo de nariz grande así como reptiles raros incluyendo la rana Litoria aurea y escinco de agua de las Montañas Azules.

## En la lista de la Unesco
La Región de las Montañas Azules fue unánimemente declarada bien natural de Patrimonio de la Humanidad por la Unesco el 29 de noviembre de 2000. Por lo tanto llegó a ser la cuarta área de Nueva Gales del Sur en ser nombrada. La región abarca aproximadamente 10 000 km², incluyendo los parques nacionales de Montañas Azules, Kanangra-Boyd, Wollemi, Jardines de Piedra (Gardens of Stone), Yengo, Nattai Lagos Thirlmere, además la Reserva de Conservación Cárstica Cuevas (Jenolan Caves).

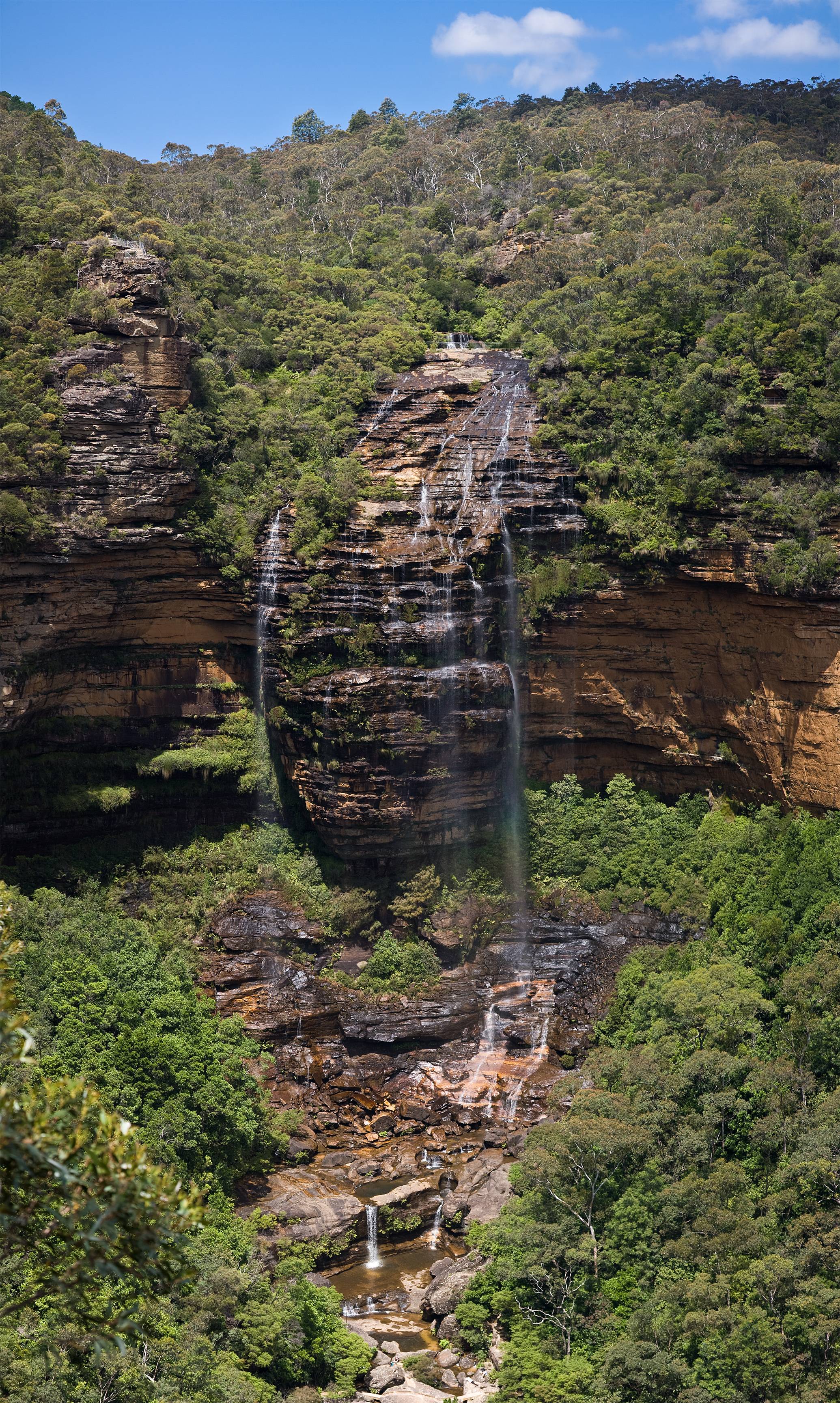
Cascadas Wentworth vistas a través del sendero peatonal National Pass cerca de la ciudad de Wentworth Falls.

Los criterios por los que el sitio fue elegido en la lista de Patrimonio de la Humanidad son los siguientes:

"Criterios (ii) y (iv): La vegetación de Eucaliptos de Australia es digna de reconocimiento de notable valor universal, por su adaptabilidad y evolución en el aislamiento en post-Gondwana. El sitio contiene una amplia y balanceada representación de hábitats de Eucaliptos desde los húmedos y esclerófilos secos, brezales de mallee, así como pantanos, humedales, y herbazales. 90 taxones de eucaliptos (13% del total global) y representación de todos los cuatro grupos de eucaliptos se encuentran. Hay también un alto nivel de endemismo con 114 taxones encontrados en el área así como 120 plantas raras y amenazadas. Este sitio hospeda algunas especies reliquias (Wollemia, Microstrobos, Acrophyllum) las cuales han persistido en micro sitios altamente restringidos."